# Бичанка
Бичанка, канал Бичанка (біл. Бычанка) — річка в Корм'янському районі Гомельської області, права притока річки Косолянка. Довжина 10 км. Починається за 3 км на захід від села Октяброве, гирло за 1 км на північний захід від колишнього села Косельский Прудок. Русло на всьому протязі каналізоване.